# Кимченирия
Кимченирия (кор. 김정일화?, 金正日花?, Кимджонильхва) — сорт-гибрид бегонии луковичной (Begonia × tuberhybrida); растение названо в честь Ким Чен Ира.
Высота растения — от 30 до 70 сантиметров и имеет до 10—15 соцветий диаметром 20—25 сантиметров каждое. Когда Ким Чен Ир умер в декабре 2011 года, его тело было украшено кимченирией во время панихиды. Несмотря на то, что цветок назван в честь Ким Чен Ира, национальным растением КНДР он не является, так как им является магнолия. Существует также другое растение, которое названо в честь руководителя КНДР. Это растение Кимирсения, получившее своё название в честь первого руководителя КНДР Ким Ир Сена.

## История
В 1988 году японским ботаником-селекционером Мототеру Камо в результате 20-летней работы была выведена новая многолетняя бегония с ярко-красными соцветиями, по случаю празднования 46-летия Ким Чен Ира ботаник-чучхеист назвал её кимченирией (буквально — «Цветок Ким Чен Ира»), в честь Любимого Руководителя. Кимченирия была представлена как «знак дружбы между Кореей и Японией». Цветок символизирует мудрость, любовь, правосудие и мир. Кимченирия распускается каждый год на день рождения Ким Чен Ира 16 февраля.

## Распространение
Кимченирия широко распространилась по всей КНДР из Корейского центрального ботанического сада и, впоследствии, в более чем 60 странах, в том числе в России и США. Кимченирия участвовала во многих специализированных международных выставках в Китае, Швеции, Соединенных Штатах, где получала первые специальные призы. Часто цветы и семена преподносят в дар иностранным делегациям в знак уважения.
В КНДР существует «Союз кимченирии», в который входят специалисты-ботаники и любители декоративных растений. В стране устраиваются симпозиумы о том, как лучше выращивать этот гибрид. Большое внимание уделяется массовой популяризации этих цветов за пределами страны, также ведутся работы над получением новых препаратов для поддержания более продолжительного цветения и защиты от насекомых-вредителей и заболеваний. В стране издано две крупные научные работы, посвященные выращиванию кимченирии. Над 10 томами издания трудился специальный комитет, куда входили обладатели научных степеней по биологии и садоводству. Они дают подробные ответы на все вопросы, касающиеся биологических особенностей, истории культивирования и успехов в распространении этих декоративных растений.

## Цветение
21 октября 2008 года Центральное телеграфное агентство Кореи объявило о веществе, который может поддерживать цветение кимченирии долгое время.

## Песня
Несколько композиторов сочинили песню про кимченирию, которая имела одноимённое название:
Красные цветы, которые расцветают на нашей земле 

Как сердца, наполненные любовью к руководителю. 

Наши сердца следуют молодым бутонам кимченирии. 

О! Цветок нашей верности!

## В филателии
16 февраля 1989 года в КНДР был выпущен почтовый блок (Sc #2813), посвящённый кимченирии, с её изображением на марке в блоке, а на полях — ноты песни «Кимченирия» (кор. 김정일화) и её текст на корейском языке, под заголовком песни справа указан автор слов — Пак Мисон (кор. 박미성) и автор музыки — У Чонхи (кор. 우정희).